# Papirus 15
Papirus 15 (według numeracji Gregory-Aland), α 1044 (von Soden), oznaczany symbolem {\displaystyle {\mathfrak {P}}^{15}} – grecki rękopis Nowego Testamentu pisany na papirusie, w formie kodeksu. Paleograficznie datowany jest na III wiek. Zawiera fragmenty 1. Listu do Koryntian.

## Opis
Zachowały się fragmenty kodeksu z tekstem 1. Listu do Koryntian 7,18-8,4. Tekst pisany jest jedną kolumną na stronę, 37-38 linijek w kolumnie, przez profesjonalnego skrybę. Stosuje punktację.
Prawdopodobnie należał do tego samego rękopisu co {\displaystyle {\mathfrak {P}}^{16}}.
Według Philipa Comforta jest jednym z sześciu wczesnych rękopisów, który zawierał pełny zbiór Listów Pawła. Pozostałe pięć rękopisów to: {\displaystyle {\mathfrak {P}}^{13}}, {\displaystyle {\mathfrak {P}}^{30}}, {\displaystyle {\mathfrak {P}}^{46}}, {\displaystyle {\mathfrak {P}}^{49}}, {\displaystyle {\mathfrak {P}}^{92}}.

## Tekst
Tekst grecki reprezentuje aleksandryjski typ tekstu, Kurt Aland zaklasyfikował go do kategorii I. Pod względem tekstualnym bliski jest dla Kodeksu Synajskiego i Kodeksu Watykańskiego.

## Historia
Rękopis odkryty został przez Grenfella i Hunta w Oxyrhynchus, którzy opublikowali jego tekst w 1910 roku. Na liście papirusów znalezionych w Oxyrhynchus znajduje się na pozycji 1008. Na listę rękopisów NT został wciągnięty przez Gregory'ego (1915).
Rękopis przechowywany jest w Muzeum Egipskim (JE 47423) w Kairze.